# Far Rockaway

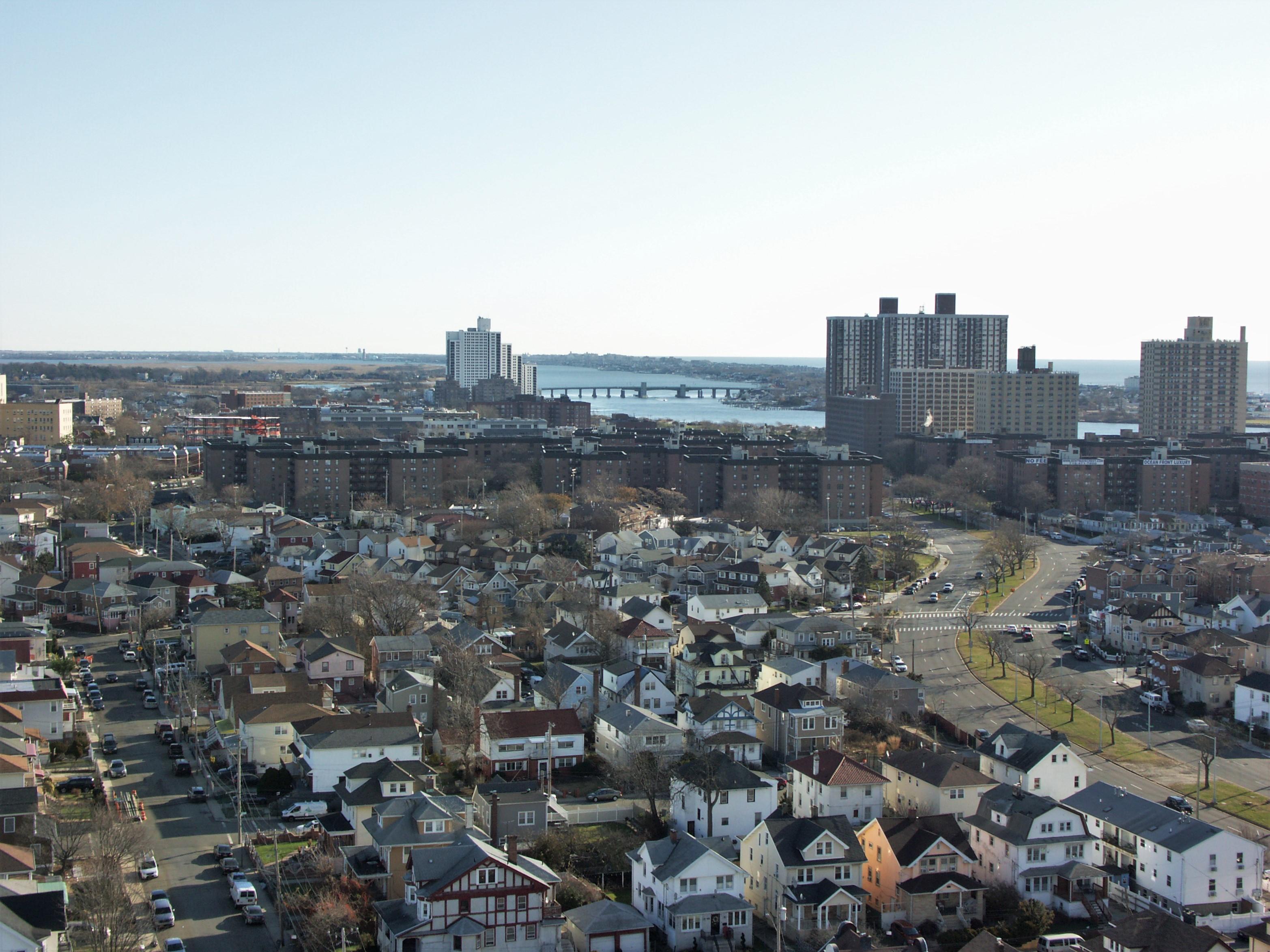
Blick über Far Rockaway

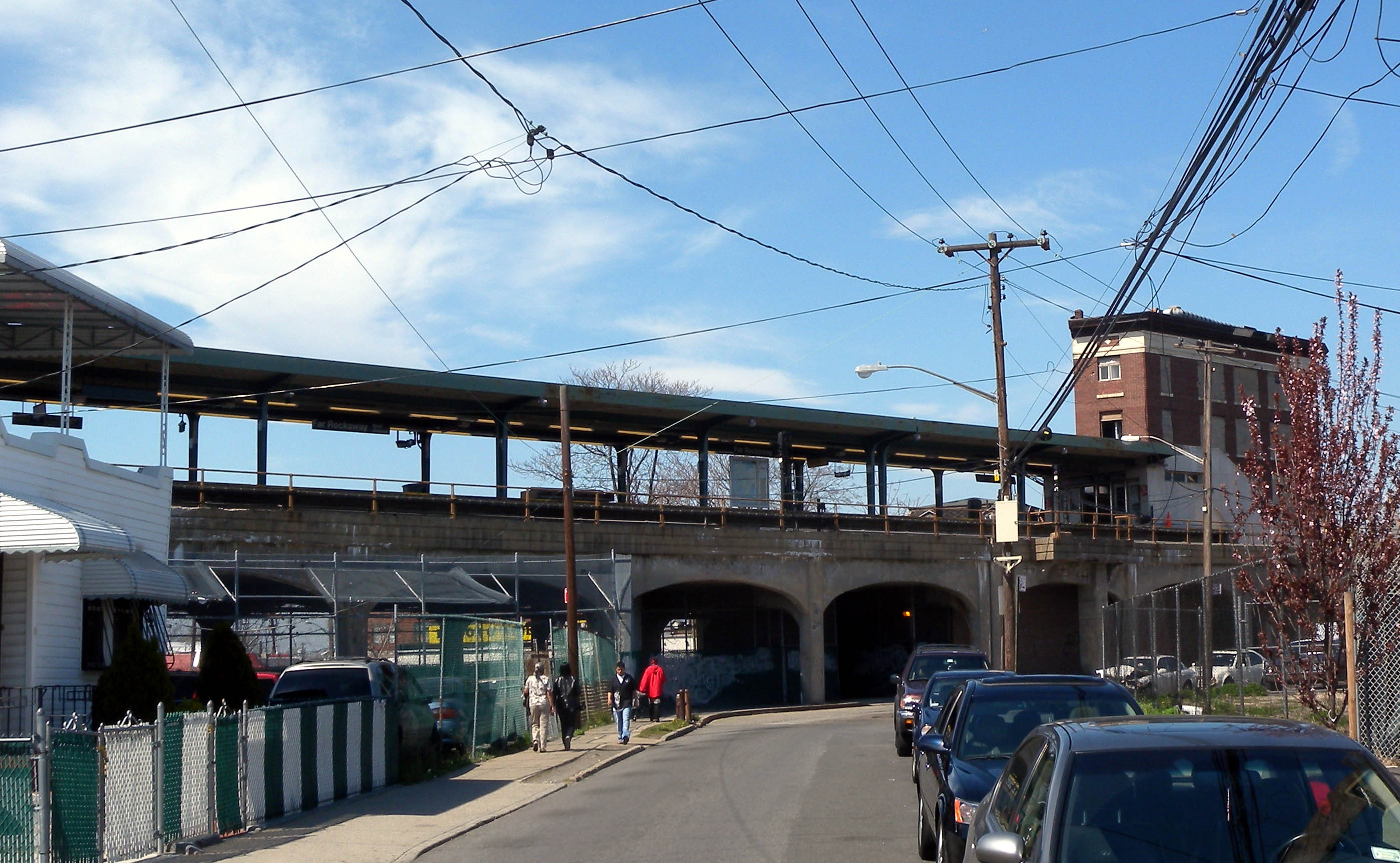
New York City Subway: Far Rockaway–Mott Avenue Station

Far Rockaway ist ein Stadtteil auf dem östlichsten Abschnitt der Rockaway-Halbinsel im New Yorker Stadtbezirk Queens und liegt dort etwa östlich der Beach 32. Street. Far Rockaway ist einer der am weitesten von Manhattan entfernten Stadtteile von New York City.
Inklusive dem Viertel Bayswater hatte Far Rockaway im Jahr 2020 laut US-Census 57.493 Einwohner. Der Stadtteil nimmt eine Fläche von 5,2 km² ein, ist Teil des Queens Community District 14, hat die Postleitzahl 11491 und gehört zum 101. Bezirk des New Yorker Polizeidepartements. Kommunalpolitisch wird Far Rockaway durch den 31. Bezirk des New York City Council (Queens County) vertreten.

## Lage
Far Rockaway ist der südöstlichste Stadtteil von Queens und grenzt im Osten direkt an das Nassau County auf Long Island. Im Süden befindet sich der Atlantische Ozean und im Norden die Jamaica Bay und der jenseits der Bucht liegende Flughafen John F. Kennedy Airport. Angrenzende Stadtteile und Ortschaften sind Edgemere (Queens) im Westen sowie im Norden Inwood, im Osten Lawrence und im Südosten Atlantic Beach (alle Nassau County, Bundesstaat New York).

## Beschreibung
Die Rockaway-Halbinsel war im 17. Jahrhundert ursprünglich ein Teil von Hempstead, wurde aber 1687 mit den Verkauf an den englischen Quäker und Eisenmeister Richard Cornell, der als erster Siedler der Halbinsel ein Gehöft nahe der Atlantikküste erbaute, nach Queens County eingegliedert. Rockaway entwickelte sich im 19. Jahrhundert zum beliebten Sommerziel und es wurden die ersten Hotels erbaut. In den 1880er Jahren errichtete die Long Island Rail Road eine Bahnstrecke nach Far Rockaway, die eine Verbindung nach Flatbush in Brooklyn sowie Long Island City im heutigen Queens gewährleistete. Mit der Bahnverbindung wuchs die Bevölkerung stetig an. 1898 wurde Queens und somit auch Rockaway in die Greater City of New York eingemeindet. Far Rockaway, Hammels und Arverne versuchten mehrmals, sich wieder von der Stadt zu lösen. In den Jahren 1915 und 1917 verabschiedete der Gesetzgeber ein Gesetz zur Genehmigung der Sezession, das jedoch vom New Yorker Bürgermeister John Purroy Mitchel abgelehnt wurde.
1918 wurde hier der Physiker Richard P. Feynman geboren. Teile des Films Radio Days von Woody Allen, der in den 1930er Jahren spielt, sind in Far Rockaway angesiedelt.
Obwohl Far Rockaway früher mehrheitlich von aus Osteuropa stammenden Juden sowie Iren bewohnt wurde, hat es heute einen großen Anteil von Afroamerikanern; der westlichste Teil Far Rockaways ist immer noch irisch geprägt.
Die Rockaway Beach zählt zu den beliebtesten Stränden New Yorks am Atlantik.

## Demografie
Laut Volkszählung von 2020 hatte Far Rockaway inklusive Bayswater 57.493 Einwohner bei einer Einwohnerdichte von 11.056 Einwohnern pro km². Im Stadtteil lebten 13.707 (23,8 %) Weiße, 23.576 (41 %) Afroamerikaner, 1.379 (2,4 %) Asiaten, 15.293 (26,6 %) Hispanics und Latinos, 1.279 (2,2 %) aus anderen Ethnien und 2.259 (3,9 %) aus zwei oder mehr Ethnien. Far Rockaway ist ein Viertel mit vielen Einwanderern aus Jamaika, Guyana und Guatemala sowie aus Russland und der Ukraine. Hier lebt auch eine größere Anzahl von orthodoxen Juden.

## Verkehr
Far Rockaway hat mit der Linie  der IND Rockaway Line einen Anschluss an die New York City Subway. Die Linie bedient zwei Stationen in der 36. und 25. Street und endet am Terminal Far Rockaway–Mott Avenue. Der Bahnhof Far Rockaway an der Nameoke Avenue im Nordosten des Stadtteils ist Endstation einer Bahnlinie der Long Island Rail Road. Des Weiteren betreiben die New York City Transit Authority vier Buslinien sowie das Nassau Inter-County Express – Bussystem drei Linien durch Far Rockaway. Auf dem Wasserweg unterhält die NYC Ferry mit der Rockaway-Route eine Fährverbindung zwischen Lower Manhattan (Pier 11) und der Halbinsel Rockaway (Rockaway Beach).